# Gouvernement Tiflis
Het gouvernement Tiflis (Russisch: Тифлисская губерния; Tiflisskaja goebernieja, Oud-Russisch: Тифлисская губернія) was van 1846 tot ongeveer 1918 een gouvernement (goebernija) van het Russische Rijk in het centrale deel van Russisch Transkaukasië. Het omvatte voornamelijk het oostelijke deel van het moderne Georgië maar oorspronkelijk ook Armenië en het zuidwestelijke deel van Azerbeidzjan. Het strekte zich in zuidelijke richting uit van de Grote Kaukasus via het Armeens Hoogland tot Nachitsjevan en Nagorno-Karabach en vanaf het Meschetigebergte in oostelijke richting tot aan Okroeg Zakatali. 

## Geschiedenis
Het gouvernement werd tegelijkertijd met het gouvernement Koetais geformeerd in 1846, en komt in zijn voornaamste bestaansvorm grotendeels overeen met het voormalige Georgische Koninkrijk Kartli-Kachetië. Nadat dit koninkrijk in 1801 geannexeerd was door het Russische Rijk, werd overgegaan tot het instellen van gouvernementen. Zo werd het koninkrijk getransformeerd tot het Gouvernement Georgië. Nadat het Koninkrijk Imeretië en andere gebieden in Transkaukasië door Rusland waren geannexeerd, werd in 1840 een groot fusiegouvernement Georgië-Imeretië gevormd, dat in 1846 vervolgens werd gesplitst in de gouvernementen Koetais en Tiflis.
Enkele van de belangrijkste gebeurtenissen in het gouvernement Tiflis waren de afschaffing van het lijfeigenschap tussen 1865 (Oost-Georgië) en 1871 (Svanetië). Maar ook het gereedkomen van belangrijke infrastructuur zoals de eerste Transkaukasische spoorlijn, tussen Tiflis (Tbilisi) en Poti in 1872. Daarna volgden in 1883 de opening van de spoorlijnen Tiflis - Bakoe en Samtredia - Batoemi ten behoeve van olietransport. Andere gebeurtenissen waren het opkomende Georgische bolsjewisme, mensjewisme en nationaal zelfbewustzijn. In 1907 werd bijvoorbeeld door een Georgische delegatie een petitie aangeboden tijdens een conferentie in Den Haag met het verzoek tot autonomie binnen het Russische Rijk. In 1914 werd een Comité voor de Onafhankelijkheid van Georgië opgericht in Genève (dat een jaar later vanwege het uitbreken van de Eerste Wereldoorlog zich verplaatste naar Berlijn) en in 1915 werd een Georgisch Legioen gevormd voor de bevrijding van Georgië met ongeveer 1500 leden (eerst in het Ottomaanse Rijk, later in Roemenië). Daarna kwam de situatie in een stroomversnelling: er werden democratische partijen en een leger opgezet en de Kaukasusveldtocht begon.
In 1918 werden de zuidelijke en zuidwestelijke delen van Georgië veroverd door Ottomaanse Legers en in hetzelfde jaar werd door mensjewieken de Transkaukasische Democratische Federatieve Republiek gesticht, maar na een maand viel deze al uiteen en ontstond de Democratische Republiek Georgië. Deze werd echter in 1921 veroverd door het Rode Leger, waarna de bolsjewieken er in dat jaar de Georgische Socialistische Sovjetrepubliek uitriepen. In 1922 ging de Georgische SSR op in de Transkaukasische Federatie. In 1924 brak nog een opstand uit tegen de sovjets, die echter na een aantal weken werd onderdrukt. In 1936 werd de Georgische SSR een direct onderdeel van de Sovjet-Unie.

## Bestuurlijke indeling
Bij oprichting in 1846 bestond het gouvernement uit acht Oejezden en drie Okroegen. Gedurende het bestaan tot circa 1918 zijn er diverse afsplitsingen, toevoegingen en interne herschikkingen geweest. In 1917 had Tiflis negen Oejezden, en was het totale gebied een flink stuk kleiner. Een overzicht: 
- Oejezd Tiflis
- Oejezd Gori, met Okroegen Gorsky, Ossetië en Toeshino-Psjavo-Chevsursky; Okroeg Ossetië werd in 1859 afgeschaft met oostelijk deel naar Okroeg Toeshino-Psjavo-Chevsursky
- Oejezd Sighnagi
- Oejezd Telavi
- Oejezd Alexandropol (Gjoemri), vanaf 1849 onderdeel van het nieuwe gouvernement Jerevan;
- Oejezd Erivan (Jerevan), vanaf 1849 onderdeel van het nieuwe gouvernement Jerevan;
- Oejezd Nachitsjevan, vanaf 1849 onderdeel van het nieuwe gouvernement Jerevan;
- Oejezd Jelizavetpol, vanaf eind 1867 onderdeel van het nieuwe gouvernement Jelizavetpol;

- Oejezd Doesjeti, in 1867 gevormd uit een deel van Gori;
- Oejezd Tianeti, in 1874 Okroeg Toeshino-Psjavo-Chevsursky afgesplitst van Gori, hernoemd en promotie naar Oejezd;
- Oejezd Achaltsiche, in 1874 toegevoegd, transfer van gouvernement Koetais;
- Oejezd Achalkalaki, in 1874 toegevoegd, en gesplitst van Oejezd Achaltsiche;

- Oejezd Bortsjalo/i, in 1880 afgesplitst van Oejezd Tiflis;
- Okroeg Zakatali, tussen 1893 - 1905 onderdeel van gouvernement Tiflis.

## Economie en steden
Het was net als de meeste andere gebieden in het Russische Rijk een overwegend landbouwgebied met een lage urbanisatiegraad. Tot de belangrijkste landbouwactiviteiten behoorden veeteelt en het verbouwen van graan in berggebieden en verschillende gewassen, wijnbouw en sierteelt in lager gelegen gebieden. In sommige gebieden was er sprake van irrigatie.
Het gebied was onderverdeeld in 9 districten (oejezden) en 1 okroeg, waarbinnen de belangrijkste steden Tiflis, Achalkalaki, Achaltsiche, Doesjeti, Gori, Signagi en Telavi waren.

## Bevolking
Volgens de statistieken van de Russische volkstelling van 1897 woonden er in dat jaar 1.051.032 mensen in het gouvernement, waaronder:
- 465.537 Georgiërs (44,29%)
- 196.189 Armeniërs (18,67%)
- 107.383 Azerbeidzjanen ("Tataren"; 10,22%)
- 85.772 Russen, waaronder 5.443 Oekraïners, toen Klein-Russen genoemd (8,16%)
- 67.268 Osseten (6,40%)
- 34.130 sprekers van Avaars-Andische talen (Avaars, Achvach, Andi, Botlich, Chamalal, Ghodoberi, Karata, Bagvalal en Tindi; 3,25%)
- 27.118 Grieken (2,58%)
- 24.722 Turken (2,35%)
- 42.913 overige volken (4,08%)

Van de bevolking gaf toen 55,6% aan tot een orthodoxe kerk te behoren (Russen en Georgiërs), 20% tot de Armeens-Apostolische Kerk, 18% tot de islam, 1,9% tot de Armeens-Katholieke Kerk, 1,5% tot de oudgelovigen, 1,1% tot de Rooms-Katholieke Kerk, 0,9 tot het jodendom en 0,8% tot het lutheranisme.